# Abdelkader Azil
Azil Abdelkader (Metkouak) là một thị trấn thuộc tỉnh Batna, Algérie. Dân số thời điểm năm 2002 là 12.133 người.